# Педіаструм
Педіа́струм (Pediastrum Meyen, від дав.-гр. πούς — нога та ἄστρον — зірка) — рід мікроскопічних ценобіальних зелених водоростей, що нараховує близько 400 видів. Клітини розташовані у пласких одношарових ценобіях зірчатої або округлої форми, що містять від 4-х до 512 клітин, або концентричними колами, або спірально, або без певного впорядкування. Клітини кутасті, тісно прилягають одна до одної, або утворюють просвіти у вигляді наскрізних отворів у ценобії. Кожна доросла клітина містить один пристінний хлоропласт з кількома піреноїдами та декілька ядер. Клітинна оболонка товста, кутинизована, іноді насичена кремнеземом, із структурними утворами (бородавки, шипики, складки) або без них.

## Розмноження
Розмноження відбувається двома шляхами: статевим та нестатевим.
Нестатеве розмноження — зооспорами. Зооспори мають два джгутика, оточені слизовою обгорткою та вивільняються внаслідок розриву оболонки материнської клітини, після чого формують новий ценобій.
Статевий процес — ізогамія. Гамети менші за зооспори, копулюють переднім кінцем, утворюючи зиготу, яка після періоду спокою утворює зооспори, що перетворюються у нерухомі клітини-поліедри. Всередині поліедрів виникають нові ценобії.

## Поширення у природі
Більшість видів роду є космополітами. Поширені у різних, переважно прісноводних, евтрофованих водоймах, у планктоні, іноді у перифітоні.

## Застосування людиною
Види роду є індикаторами евтрофного забруднення водойм, що використовується при оцінюванні стану водойми за водоростевим складом.